# Max Sellheim
Max Sellheim (* 26. Juni 1883 in Berlin; † 3. Mai 1945 in Siggelkow) war ein deutscher Politiker (KPD) und Widerstandskämpfer gegen den Nationalsozialismus.

## Leben

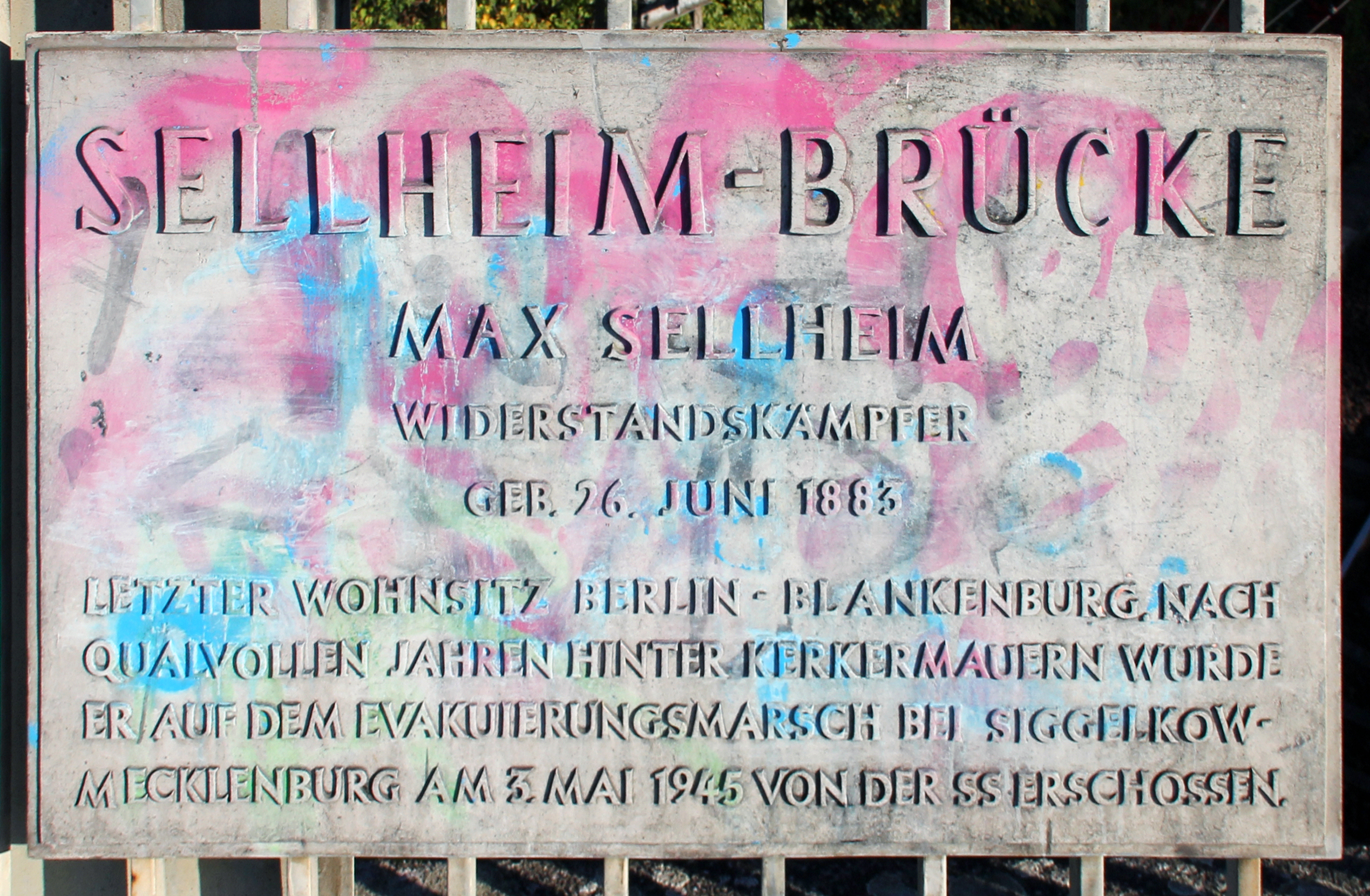
Gedenktafel an der Sellheimbrücke, in Berlin-Blankenburg

Sellheim erlernte nach dem Besuch der Volksschule den Beruf des Steindruckers und arbeitete später als Maler. Im Jahr 1905 trat er der Vereinigung der Maler, Lackierer, Anstreicher, Tüncher und Weißbinder Deutschlands bei und wurde im Jahr 1910 Mitglied der SPD.
Im Ersten Weltkrieg leistete er von 1915 bis 1918 als Soldat Kriegsdienst. Während des Krieges trat Sellheim der USPD bei. 1920 wurde er für die USPD in die Bezirksverordnetenversammlung von Kreuzberg gewählt, trat aber im gleichen Jahr noch zur KPD über. Von 1923 bis 1925 war Sellheim im Siemens-Werk in Berlin-Siemensstadt beschäftigt und dort als Betriebsrat tätig. Anschließend war er bis 1930 als Expedient kommunistischer Zeitungen tätig. Von Januar 1931 bis Ende 1933 war er Korrespondent bei der Handelsvertretung der UdSSR in Berlin.
In den Jahren 1923 bis 1929 war Sellheim Mitglied der Berliner Stadtverordnetenversammlung. Im Dezember 1924 zog er als Abgeordneter in den Preußischen Landtag ein. Ihm gehörte er bis 1928 an. 1928 wurde er zum Bezirksverordneten in Berlin-Charlottenburg gewählt. Seit 1925 war Sellheim Mitglied Bezirksleitung Berlin-Brandenburg(-Lausitz) der KPD.
Nach der „Machtergreifung“ der Nationalsozialisten 1933 wirkte Sellheim weiterhin für die illegale KPD. Ende 1933 wurde er arbeitslos. Sellheim war insbesondere für die verbotene Rote Hilfe Deutschlands (RHD) aktiv, die unter anderem die Unterstützung der Familien von Verhafteten organisierte. Er war Agitprop-Leiter der Abschnittsleitung A des Unterbezirks Berlin-Pankow/Vineta, Berlin-Pankow/Land, Berlin-Weißensee, Berlin-Nordring, Berlin-Prenzlauer Berg, Berlin-Friedrichshain (Strausberger Platz und Zentralviehhof) und Berlin-Lichtenberg I und II der RHD sowie Leiter der illegalen RHD von Berlin-Pankow. Sellheim sorgte für eine regelmäßige Belieferung der Pankower Kirche mit illegalem Material der RHD.
Am 7. April 1935 wurde Sellheim verhaftet und war dreieinhalb Monaten in der Gestapo-Zentrale Prinz-Albrecht-Straße in Berlin-Kreuzberg inhaftiert. Am 27. August 1937 angeklagt, wurde er am 2. November 1936 vom „Volksgerichtshof“ wegen „Vorbereitung zum Hochverrat“ zu fünf Jahren Zuchthaus verurteilt. Er war anschließend in den Zuchthäusern Brandenburg-Görden, Dessau-Roßlau und Zweibrücken inhaftiert. Nach Ablauf der Haftzeit ließ man Sellheim jedoch nicht frei, sondern brachte ihn in das KZ Sachsenhausen. Er gehörte zu den etwa 1500 Häftlingen, die kurz vor Kriegsende aus dem KZ Sachsenhausen auf einen „Todesmarsch“ Richtung Schwerin getrieben wurden. Entkräftet am Wege liegend, wurde Sellheim in Siggelkow (Mecklenburg) von der SS ermordet.

## Würdigungen

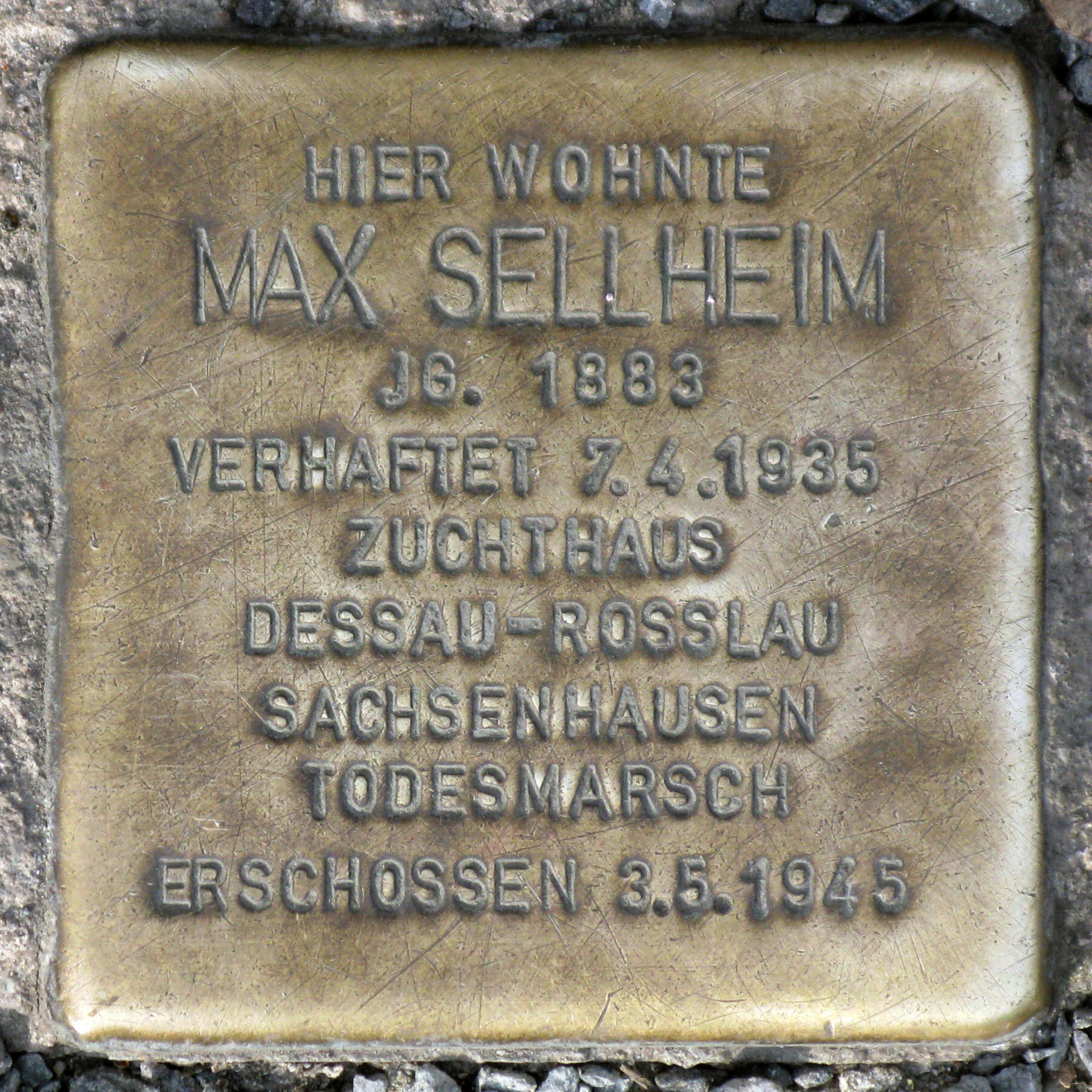
Stolperstein für Max Sellheim

- Tafel an der Ringmauer der Gedenkstätte der Sozialisten in Friedrichsfelde
- Die Sellheimbrücke über den Berliner Außenring in Berlin-Blankenburg wurde nach ihm benannt. Sie liegt unweit entfernt von seiner letzten Wohnung in der Mittelstraße 20. Eine 1959 dort angebrachte Metalltafel erinnert an den Widerstandskämpfer.[1]
- Im Juni 2009 wurde für Sellheim ein Stolperstein vor dem Haus in der Naunynstraße 2 Friedrichshain-Kreuzberg verlegt.[2]